# Le Cri (mini-série)
 (février 2023).
Si vous disposez d'ouvrages ou d'articles de référence ou si vous connaissez des sites web de qualité traitant du thème abordé ici, merci de compléter l'article en donnant les références utiles à sa vérifiabilité et en les liant à la section « Notes et références ».
Pour les articles homonymes, voir Le Cri (homonymie).
Le Cri est une mini-série franco-belge en quatre épisodes de 90 minutes, réalisée par Hervé Baslé et diffusée en France entre le 27 février et le 13 mars 2006 sur France 2.

## Synopsis
Cette saga raconte ce qu'a été la vie des ouvriers métallurgistes de Lorraine à travers l'histoire d'une famille d'ouvriers : les Panaud. De 1845 jusqu'à la fermeture des hauts-fourneaux en 1987, la vie de cette famille défile à l'écran avec pour personnage clef Robert Panaud, le dernier de la famille à faire ce métier.

## Distribution
- Francis Renaud : Robert Panaud
  - Damien Gelot : Robert à 6 ans
  - Jean-Baptiste Maunier : Robert à 15 ans
- Marina Golovine : Graziella
  - Laure Quintyn : Grazielle à 15 ans
- Yann Collette : Fred, dit l'Ancien
- Catherine Jacob : Renée Panaud
- Dominique Blanc : Pierrette Guibert
- Samuel Jouy : Pierre Panaud
- Rufus : M. Lesage
- Rocco Papaleo : Razza
- François Morel : Ferrari
- Hammou Graïa : Mohamed
- Jacques Bonnaffé : Jules Panaud
- Vittoria Scognamiglio : Monica
- Geneviève Mnich : Lulu
- Olivier Saladin : Paloteau
- Pierre Aussedat : Marcel Panaud
- Pascal Elso : Léon Brulé
- Ivan Franek : Wyzniesvki
- Yolande Moreau : Marie
- Bruno Lochet : Angelmon
- Marcel Bozonnet : Le directeur
- Roger Dumas : Le chef comptable
- Dominique Valadié : Roseline
- Nathalie Kanoui : Violette
- Michèle Gleizer : La bourgeoise
- Christian Pereira : Monsieur A
- Philippe Du Janerand : Monsieur B
- André Marcon : Le délégué
- Soizic Deffin : Alphonsine
- Michel Pilorgé : Le curé
- Nicolas Bougourd : Paul à 9 ans
- Pierre Derenne : Paul à 16 ans
- Garance Mazureck : Emilie à 12 ans
- Julie Greux : Emilie à 19 ans
- Tony Verzele : Matalon
- Thibault Dugois : Xavier à 8 ans
- Geordy Monfils : Xavier à 14 ans
- Dominique Bettenfeld : Huguet
- Alain Frérot : M. Nobilet
- Susana Lastreto : Mme Fontana
- Catherine Cyler : Docteur Dubois
- Noé Chadaigne : Julien
- Tristan Aldon : Pierre Panaud à 4 ans
- Ilroy Plowright : Pierre Panaud à 14 ans
- Alan Aubert : L'élève
- Clément Chebli : Rosso
- Antoine de Prekel : Jeannot
- Florence Hebbelynck : Hortense
- Martin Jobert : Célestin Panaud dit Tintin
- Serge Péharpré : L'ouvrier au gueulard
- Adrien Villemin : Enfant de cœur et manifestant

## Épisodes

### Épisode 1:L'Embauche
- Diffusion en France : 27 février 2006
- Résumé : Robert Panaud a 15 ans, il entre dans le monde des métallos. Il découvre la chaleur de la fonte en fusion, l'amitié de « l'Ancien » qui va tout lui apprendre. Le patron, M. Lesage, le prend sous son aile et décide de lui faire passer un concours pour qu'il soit employé de bureau. Et en suivant les cours du soir, Robert tombe amoureux de Graziella, la fille des voisins. En entrant dans ce monde, Robert entre dans l'histoire de sa famille que lui raconte « l'Ancien ».

### Épisode 2:Le Licenciement
- Diffusion en France : 28 février 2006
- Résumé : Robert Panaud a grandi, il a 25 ans. Il se marie avec Graziella qui est assistante sociale grâce aux cours du soir. Un accident à l'usine va transformer la vie de Robert. En effet, un ouvrier meurt des suites de graves brûlures et sa veuve se retrouve à la rue. Robert sent qu'il fait partie de la masse des ouvriers et non des gens de bureau. Il demande donc sa mutation au rang inférieur. Une grève générale éclate. Ayant entraîné tous les employés dans la grève, il est licencié. Des tensions se font sentir dans son couple.

### Épisode 3:Le Sauvetage
- Diffusion en France : 6 mars 2006
- Résumé : À la suite de son licenciement, Robert tombe dans la dépression. Sur ordre du médecin, il part avec Graziella prendre des vacances en Bretagne. Lors de ce séjour ils font la connaissance de Marie, fermière bretonne. Pendant un repas réunissant le hameau, Robert a l'occasion de parler de son métier, de ses racines. Il retrouve confiance en lui. Dans l'usine, c'est l'effervescence, « l'Ancien » essaie de convaincre Lesage de faire rembaucher Robert. Après négociations, Robert retrouve son emploi et à son retour de vacances, il est accueilli en héros. Ce sera le dernier combat de « l'Ancien » qui meurt. Graziela annonce à Robert qu'elle est enceinte.

### Épisode 4:La Fin d'un monde
- Diffusion en France : 13 mars 2006
- Résumé : Cet épisode voit la naissance de Pierre, le fils de Robert et Graziela. Pierre devient ingénieur dans l'usine de son père. Mais les restructurations ont raison de la sidérurgie : l'usine va fermer. La relation entre Robert et son fils est au centre de l'épisode. Ils finissent par se réunir lorsqu'il faut ranger les photos exposées dans la salle commune.